# NGC 1106
NGC 1106 est une galaxie lenticulaire située dans la constellation de Persée. NGC 1106 a été découverte par l'astronome britannique John Herschel en 1828.

## Caractéristiques
Sa vitesse par rapport au fond diffus cosmologique est de 4 148 ± 23 km/s, ce qui correspond à une distance de Hubble de 61,2 ± 4,3 Mpc (∼200 millions d'al).
NGC 1106 est une galaxie active de type Seyfert 2 (Sy 2).

## Groupe de NGC 1086
NGC 1106 fait partie du groupe de NGC 1086 qui compte au moins 4 membres. Les deux autres galaxies du groupe sont UGC 2349 et UGC 2350.